# George Carey (hockey sur glace)
Pour les articles homonymes, voir George Carey et Carey.
George William Carey (né le 4 novembre 1892 à Glasgow au Royaume-Uni - mort le 31 décembre 1974 à Toronto, dans la province de l'Ontario au Canada) est un joueur professionnel anglo-canadien de hockey sur glace qui évoluait au poste d'ailier.

## Biographie
Entre 1911 et 1916, il joua pour plusieurs équipes mineures et juniors basées à Québec. Durant la saison 1911-1912, il fit une apparition en Association nationale de hockey pour les Bulldogs de Québec qui remportèrent le trophée O'Brien et la coupe Stanley. Il retrouva les Bulldogs pour la saison 1916-1917 de l'ANH.
Prévu de jouer la première saison de la Ligue nationale de hockey, les Bulldogs furent renvoyés faute de moyens financiers et Carey fut sélectionné par les Wanderers de Montréal lors du repêchage de dispersion. Cependant, il refusa de joindre les Wanderers et fut suspendu par l'équipe. Après avoir servi dans les Forces canadiennes à la fin de la Première Guerre mondiale, il reprit les patins et retrouva les Bulldogs qui faisaient leurs débuts en LNH après avoir manqué les deux premières saisons. Un an plus tard, les Bulldogs déménagèrent en Ontario pour devenir les Tigers de Hamilton pour lesquels Carey joua trois saisons. En janvier 1923, il fut prêté  aux Tigers de Calgary de la Western Canada Hockey League avant d'être transféré l'hiver suivant aux St. Pats de Toronto. Après quatre parties jouées pour les St. Pats, il prit sa retraite.

## Statistiques
| Saison     | Équipe                    | Ligue      |    | Saison régulière | Saison régulière | Saison régulière | Saison régulière | Saison régulière |   | Séries éliminatoires | Séries éliminatoires | Séries éliminatoires | Séries éliminatoires | Séries éliminatoires |
| Saison     | Équipe                    | Ligue      | PJ | B                | A                | Pts              | Pun              | PJ               | B | A                    | Pts                  | Pun                  |                      |                      |
| 1911-1912  | Crescents de Québec       | QCHL       |    |                  |                  |                  |                  | -                | - | -                    | -                    | -                    |                      |                      |
| 1911-1912  | Bulldogs de Québec        | ANH        | 1  | 0                | 0                | 0                | 0                | -                | - | -                    | -                    | -                    |                      |                      |
| 1912-1913  | Seniors de Shawinigan     | IPAHU      | 6  | 3                | 0                | 3                | 3                | -                | - | -                    | -                    | -                    |                      |                      |
| 1913-1914  | St. Pats de Québec        | IPAHU      | 7  | 7                | 0                | 7                |                  | -                | - | -                    | -                    | -                    |                      |                      |
| 1914-1915  | YMCA de Québec            | QCHL       | 9  | 16               | 0                | 16               |                  | -                | - | -                    | -                    | -                    |                      |                      |
| 1915-1916  | Sons of Ireland de Québec | QCHL       | 8  | 17               | 0                | 17               |                  | 2                | 6 | 0                    | 6                    |                      |                      |                      |
| 1916-1917  | Bulldogs de Québec        | ANH        | 19 | 8                | 13               | 21               | 11               | -                | - | -                    | -                    | -                    |                      |                      |
| 1919-1920  | Bulldogs de Québec        | LNH        | 20 | 11               | 9                | 20               | 6                | -                | - | -                    | -                    | -                    |                      |                      |
| 1920-1921  | Tigers de Hamilton        | LNH        | 20 | 6                | 1                | 7                | 8                | -                | - | -                    | -                    | -                    |                      |                      |
| 1921-1922  | Tigers de Hamilton        | LNH        | 23 | 3                | 2                | 5                | 6                | -                | - | -                    | -                    | -                    |                      |                      |
| 1922-1923  | Tigers de Hamilton        | LNH        | 5  | 1                | 0                | 1                | 0                | -                | - | -                    | -                    | -                    |                      |                      |
| 1922-1923  | Tigers de Calgary         | WCHL       | 16 | 3                | 4                | 7                | 0                | -                | - | -                    | -                    | -                    |                      |                      |
| 1923-1924  | St. Pats de Toronto       | LNH        | 4  | 0                | 0                | 0                | 0                | -                | - | -                    | -                    | -                    |                      |                      |
| Totaux LNH | Totaux LNH                | Totaux LNH | 72 | 21               | 12               | 33               | 20               | -                | - | -                    | -                    | -                    |                      |                      |

## Transactions en carrière
- 26 novembre 1917 : transféré aux Wanderers de Montréal depuis les Bulldogs de Québec lors du repêchage de dispersion.
- 29 novembre 1917 : suspendu par les Wanderers pour refus de se présenter au club.
- 25 novembre 1919 : transféré aux Bulldogs par la Ligue nationale de hockey à la suite du retour de la franchise en LNH.
- 2 novembre 1920 : transféré aux Tigers de Hamilton à la suite du déménagement de la franchise des Bulldogs.
- 16 janvier 1923 : prêté aux Tigers de Calgary par les Tigers de Hamilton.
- 14 décembre 1923 : échangé aux St. Pats de Toronto par les Tigers de Hamilton avec Amos Arbour et Bert Corbeau en retour de Ken Randall, les droits en LNH sur Corb Denneny et de l'argent[3].

## Trophées et honneurs personnels
- Coupe Stanley
  - Champion de la coupe Stanley 1912 avec les Bulldogs de Québec
- Association nationale de hockey
  - Champion du trophée O'Brien 1912 avec les Bulldogs de Québec